# Lepidopora clavigera
Lepidopora clavigera är en nässeldjursart som beskrevs av Stephen D. Cairns 1986. Lepidopora clavigera ingår i släktet Lepidopora och familjen Stylasteridae. Inga underarter finns listade i Catalogue of Life.